# 菅良幸
菅良幸（日语：／ Suga Yoshiyuki，1956年10月20日—2024年5月25日），日本男編劇。出身於兵庫縣明石市。立命館大學畢業。主要負責動畫的編劇及劇本統籌。日本編劇聯盟會員。
主要負責以少年漫畫為基礎的動畫劇本。
他有很多豪快的趣聞軼事，在自我介紹時他會用這句話。
2024年5月25日去世。享壽67歲。

## 參加作品
粗體字表示劇本統籌作品。

### 電視動畫
1982年
- 一津星世家的無敵奶奶（日语：一ッ星家のウルトラ婆さん）（—1983年，編劇）
- Cybot Robotchi（日语：サイボットロボッチ）（—1983年，編劇）

1983年
- 小超人帕門 (1983年版)（—1985年，編劇）
- 足球小將翼 (1983年版)（—1986年，編劇）

1984年
- OKAWARI-BOY Starzan S（日语：OKAWARI-BOY スターザンS）（編劇）
- 福星小子 (1981年版)（編劇）

1985年
- 昭和笨蛋小說搞笑第1名！（日语：昭和アホ草紙あかぬけ一番!）（—1986年，編劇）

1986年
- 褞袍超人（—1987年，編劇）
- 甜蜜公主（—1987年，編劇）
- 剛Q超兒一氣人（日语：剛Q超児イッキマン）（編劇）
- 魔法偶像粉彩筆由美（日语：魔法のアイドルパステルユーミ）（編劇）

1987年
- 聖鬥士星矢[注 1]（—1989年，編劇）
- 假面忍者 赤影[注 2]（—1988年，編劇）
- 狗仔爺爺 (1987年版)（日语：のらくろクン）（—1988年，編劇）

1988年
- 七龍珠（編劇）

1989年
- 惡魔君（編劇）
- 獸神萊卡（編劇）
- 神通小精靈（—1992年，編劇）
- YAWARA！（—1991年，編劇）
- 亂馬½ (1989年版)、亂馬½ 熱鬥篇（—1992年，編劇）

1990年
- 夠了！阿太郎 (1990年版)（日语：もーれつア太郎）（編劇）

1991年
- 少年劍道王直角（編劇）
- 意甲小旋風（日语：燃えろ!トップストライカー）（—1992年，編劇）

1992年
- 小小男子漢（—1994年，編劇）

1993年
- 超仙魔大戰（編劇）
- 灌籃高手[5][注 3]（—1996年，編劇）
- 勇者特急隊（編劇）
- 七龍珠Z（編劇）

1995年
- 黃金勇者合體（編劇）
- 足球小將翼J（編劇）

1996年
- 鋼鐵神兵（編劇）
- 勇者指令達古王（編劇）
- 靈異教師神眉 (1996年版)（—1997年，編劇）
- 浪客劍心 (1996年版)（—1998年，編劇）

1997年
- 麵包超人（—2014年，編劇）
- 中華一番！[6][注 3]（—1998年，編劇）

1999年
- 秀逗博士（編劇）
- HUNTER×HUNTER (1999年版)（—2001年，編劇）
- ONE PIECE（1999年—，編劇）[注 4]

2000年
- 麻辣教師GTO（編劇）
- 勝負師傳說 哲也（—2001年，編劇）
- 哈姆太郎（—2006年、2012年—2013年，編劇）

2001年
- 銀河天使（編劇）

2002年
- 飆悍射將[7]（—2003年，編劇）

2005年
- 格鬥美神 武龍（日语：格闘美神 武龍）（—2006年，編劇）

2006年
- 史上最強弟子兼一（—2007年，編劇）[8][9]

2007年
- （—2008年，編劇）

2008年
- 全力兔（編劇）

2009年
- 可愛小芝麻（日语：まめゴマ）（編劇）

2012年
- Picchi Pichi♪可愛小水滴（日语：ぴっちぴち♪しずくちゃん）（—2013年，編劇）

### 電影動畫
1985年
- 足球小將翼：決戰歐洲（編劇）
- 足球小將翼：危險！全日本Jr.（編劇）

1986年
- 足球小將翼：奔向明日！（編劇）
- 足球小將翼：世界大決戰!! Jr. 世界盃（編劇）

1987年
- 聖鬥士星矢：邪神艾莉絲（編劇）

1988年
- 聖鬥士星矢：真紅的少年傳說（編劇）

1989年
- 聖鬥士星矢：最終聖戰的戰士們（編劇）
- 劇場版 惡魔君（編劇）

1991年
- 劇場版 神通小精靈（日语：まじかる☆タルるートくん (1991年の映画)）（編劇）
- 神通小精靈：燃燒吧！友情的魔法大戰（日语：まじかる☆タルるートくん 燃えろ!友情の魔法大戦）（編劇）

1992年
- 鐵拳對鋼拳（編劇）

1994年
- 劇場版 灌籃高手（日语：スラムダンク (1994年の映画)）（編劇）
- 灌籃高手：稱霸全國！櫻木花道（日语：スラムダンク 全国制覇だ! 桜木花道）（編劇）

1997年
- 靈異教師神眉：恐怖的暑假！妖海傳說（編劇）

2000年
- 麵包超人：炒麵麵包小子與黑仙人掌人（日语：それいけ!アンパンマン 人魚姫のなみだ）（編劇）

2001年
- 麵包超人：怪傑青蔥人與炒麵麵包小子（日语：それいけ!アンパンマン ゴミラの星）（編劇）

2003年
- ONE PIECE 死亡盡頭的冒險（編劇）
- 麵包超人：怪傑青蔥人與DoReMi公主（日语：それいけ!アンパンマン ルビーの願い#それいけ!アンパンマン 怪傑ナガネギマンとドレミ姫）（編劇）

2004年
- ONE PIECE 被詛咒的聖劍（編劇）

2006年
- 麵包超人：藍精靈與藍色眼淚（日语：それいけ!アンパンマン いのちの星のドーリィ#それいけ!アンパンマン コキンちゃんとあおいなみだ）（編劇）

2010年
- 麵包超人：興奮不已的麵包超人大賽（日语：それいけ!アンパンマン ブラックノーズと魔法の歌#それいけ!アンパンマン はしれ!わくわくアンパンマングランプリ）（編劇）

### OVA
1992年
- 下載 南無阿彌陀佛是愛的誦詩（日语：ダウンロード 南無阿弥陀仏は愛の詩）（編劇）

1997年
- 鋼鐵神兵NEO（—1998年，編劇）

1998年
- 玻璃假面 擁有千張假面的少女（—1999年，編劇）
- 靈異教師神眉：校園七大不可思議·小美怪談！（編劇）

1999年
- 靈異教師神眉：史上最大激戰！絕鬼來襲！（編劇）

2009年
- 聖鬥士星矢 THE LOST CANVAS 冥王神話（編劇）

### 電視劇
1998年
- 麻辣教師GTO

### 真人電影
1986年
1996年
- 地獄堂靈界通信（日语：地獄堂霊界通信）

## 著書
- 《灌籃高手》
- 《靈異教師神眉》

## 腳註

## 相關項目
- 日本動畫師列表（日语：アニメ関係者一覧）